# Karl Herbst (Autor)
Karl Herbst (* 20. September 1916; † 17. Mai 2004 in Düsseldorf) war ein deutscher katholischer Buchautor.

## Leben
Herbst war nach seinem Theologiestudium am Päpstlichen Athenaeum Sant’Anselmo  und der Universität Würzburg von 1949 bis 1971 in der DDR als Seelsorger tätig. Er schuf 1958 mit dem evangelischen Pfarrer Günter Loske einen „ökumenischen Briefkreis“ in der DDR, woraus sein Buch Jenseits aller Ansprüche hervorging. Herbst lebte von 1978 bis zu seinem Tode in Düsseldorf. Er wurde in Leipzig, im Grab der Leipziger Oratorianer, am 21. Mai bestattet.

## Werke
- Die Ungetreuen. Eine Jüngerpassion in fünf Akten. Höfling, München 1952.
- Die Harrenden. Ein Spiel von den törichten und klugen Jungfrauen. St.-Benno-Verlag, Leipzig 1959.
- Wer hilft Bonifatius? Ein Bonifatiusspiel für 4 Jungen mit der Gemeinde. St.-Benno-Verlag, Leipzig 1961.
- Jenseits aller Ansprüche. Neue ökumenische Perspektiven. Pfeiffer, München 1972, ISBN 3-7904-0056-4.
- Was wollte Jesus selbst? Vorkirchliche Jesusworte in den Evangelien. 2 Bände. Patmos, Düsseldorf 1979/1981, ISBN 3-491-77372-5, ISBN 3-491-77226-5.
- Der wirkliche Jesus. Das total andere Gottesbild. Walter, Olten/Freiburg im Breisgau 1988, ISBN 3-530-34551-2.
- Kriminalfall Golgatha. Der Vatikan, das Turiner Grabtuch und der wirkliche Jesus. Econ, Düsseldorf/Wien/New York/Moskau 1992, ISBN 3-430-14355-1.